# Djelloul Khatib
Pour les articles homonymes, voir Khatib.
Djelloul Khatib (alias commandant Djelloul), né le 8 octobre 1936 à Alger et mort le 6 février 2017 est un combattant de l'indépendance algérienne et un haut fonctionnaire algérien.
Lors de la guerre d'indépendance, il contribue à la professionnalisation de l'ALN (Armée de libération nationale). Il participe activement à la mise en place de l'État et de l'administration de l'Algérie indépendante et mènera une carrière de grand commis de l'État.

## Biographie

### Guerre d'indépendance
Enfant de la Casbah, il participe à la bataille d'Alger en 1956, puis est envoyé, par l'ALN (Armée de libération nationale), en Égypte afin de parfaire sa formation militaire. Il est mobilisé pendant la crise de Suez et combat à Port-Saïd.

Djelloul Khatib aux côtés d'autres jeunes officiers de l'ALN
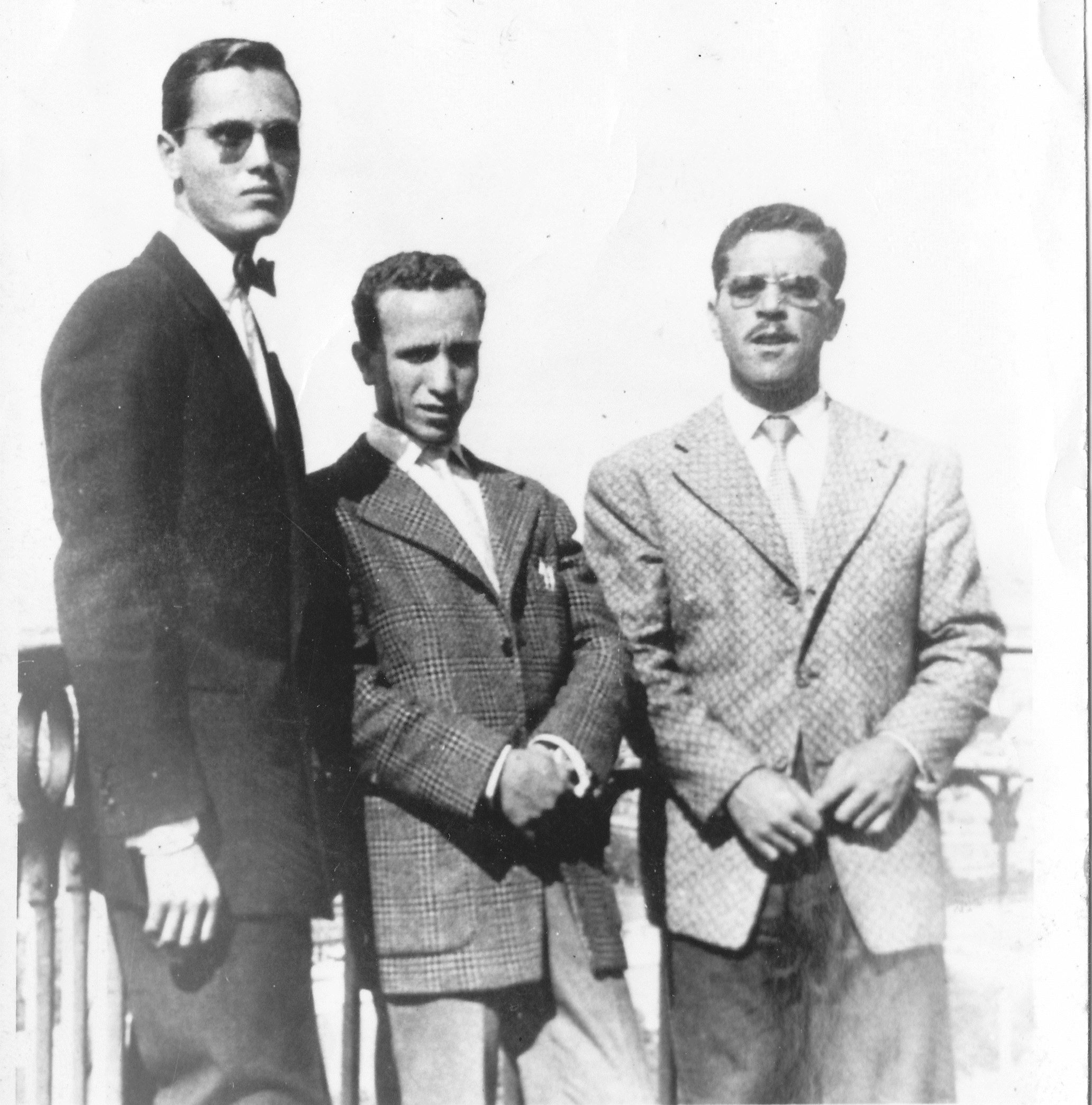
Mohamed Chebila, Djelloul Khatib et Mouloud Khatib (ce dernier est tombé au champ d'honneur au côté du colonel Amirouche en 1959), Tunis, 1957
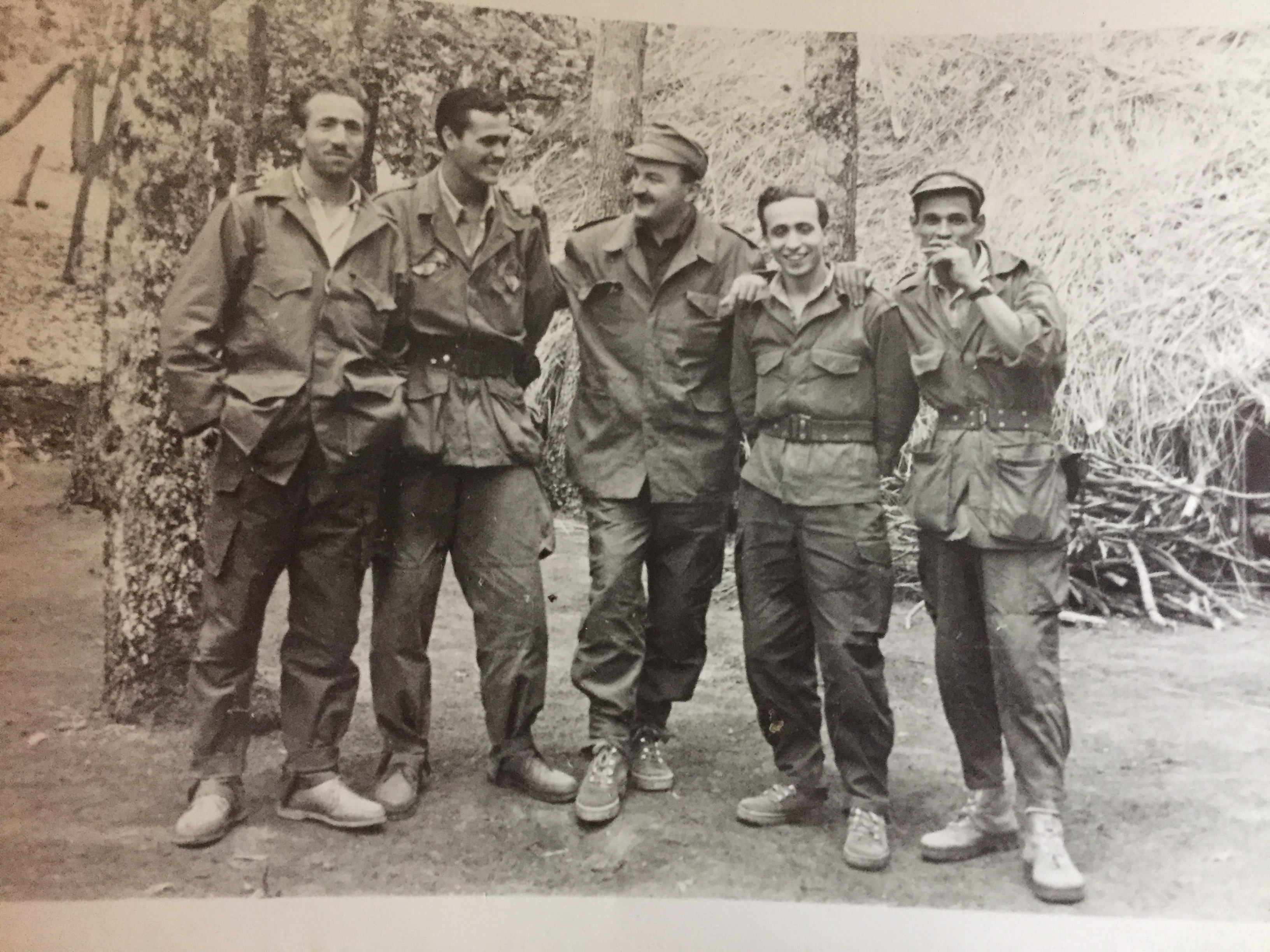
PC du 2e bataillon, base de l'Est, vers 1957-1958, Tahar Zbiri, Mohamed Chebila, Aek Laribi, Djelloul Khatib et Said l'Indochine
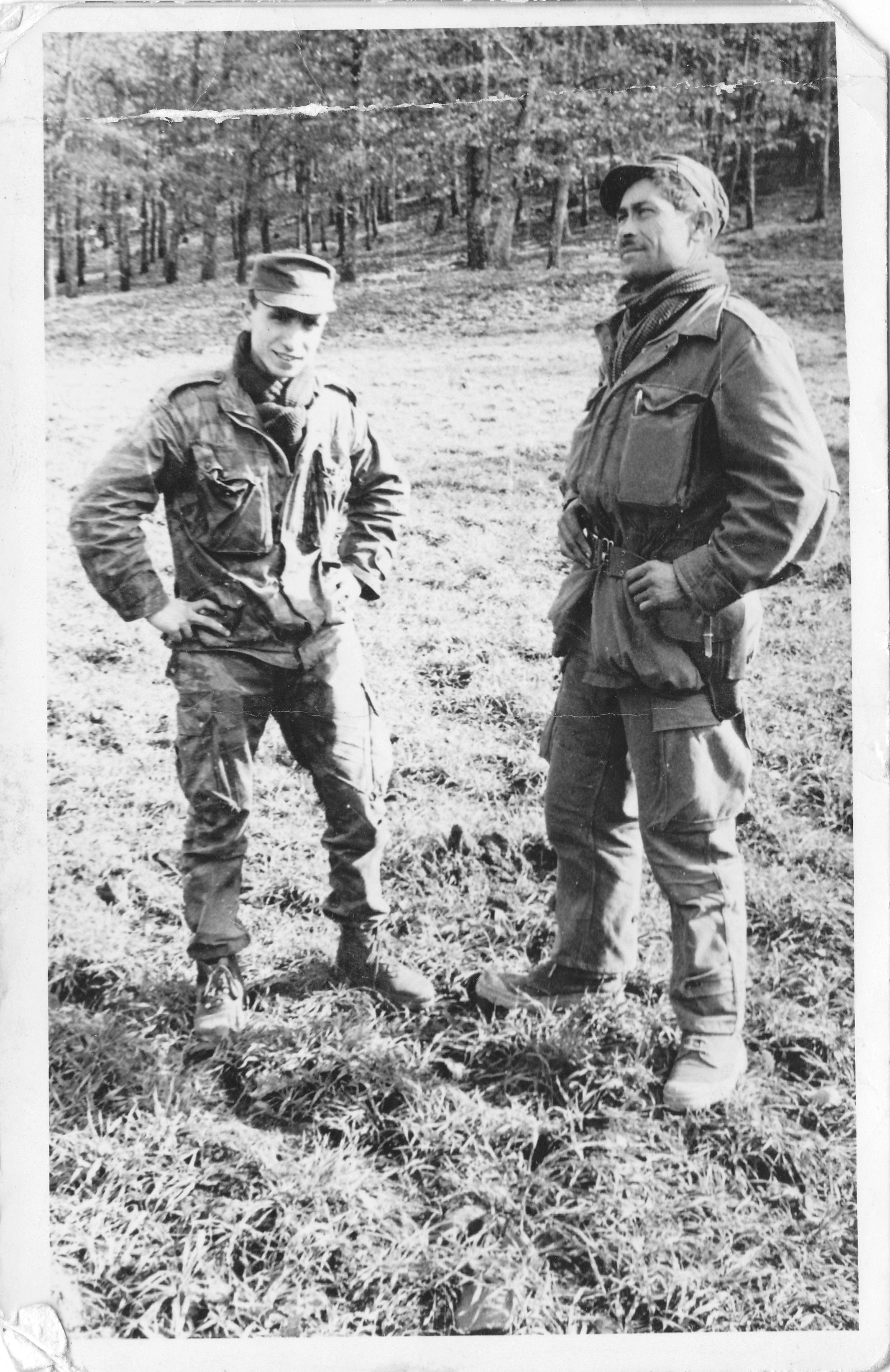
Djelloul Khatib et Taib rafale, Maquis de la Zone Nord, 1957

Il rejoint la base de l'Est en Tunisie et est promu officier de l'ALN. Il intègre la première compagnie d'acheminement chargée du transport d'armes et munitions aux maquis de la Wilaya III (Kabylie). C'est dans cette capacité qu'il exercera comme officier de liaison entre l'État-Major de l'ALN et les unités combattantes de la Wilaya I (Aurès) et la Wilaya III (Kabylie), devant franchir plusieurs fois la ligne Morice. Une de ses premières missions consiste à assurer la liaison avec le colonel Amirouche, un des héros de la guerre d'indépendance.

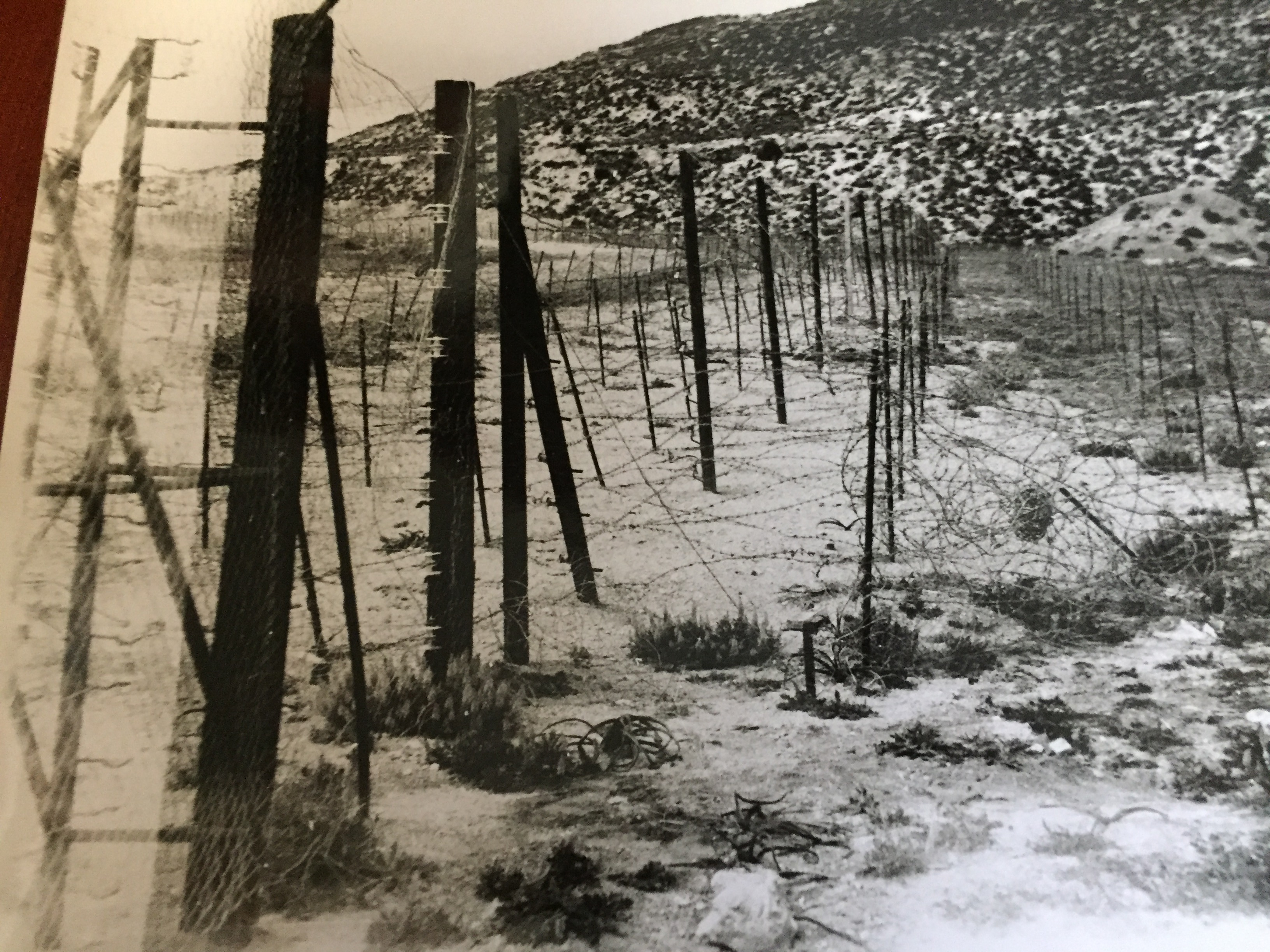
Ligne Morice, vers 1958-1959
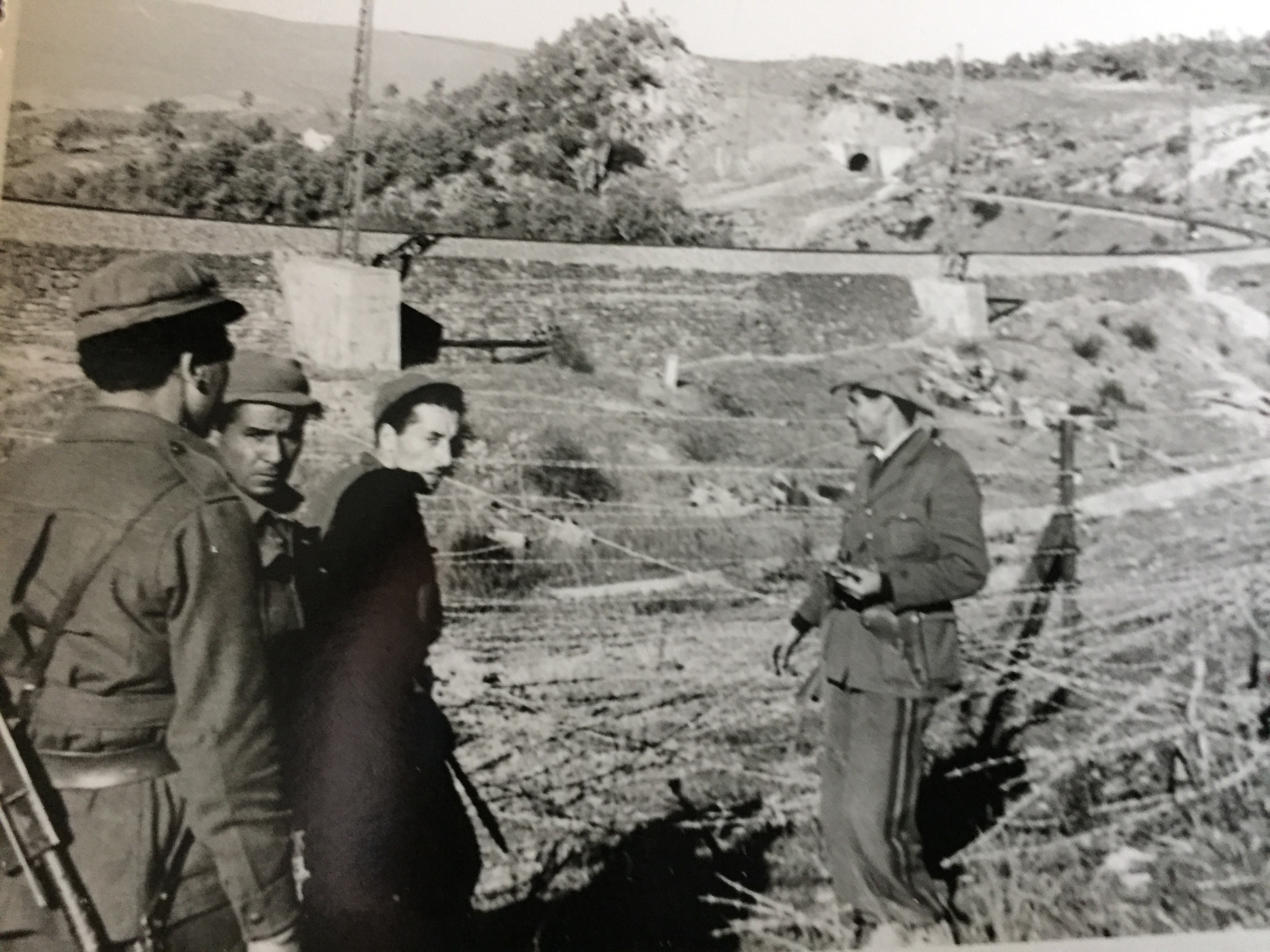
Inspection de la ligne Morice par l'ALN face à ligne de fer de l'Ouenza, vers 1958-1959. Au premier plan Abderrahmane Bensalem, un des principaux responsables de la base de l'Est.
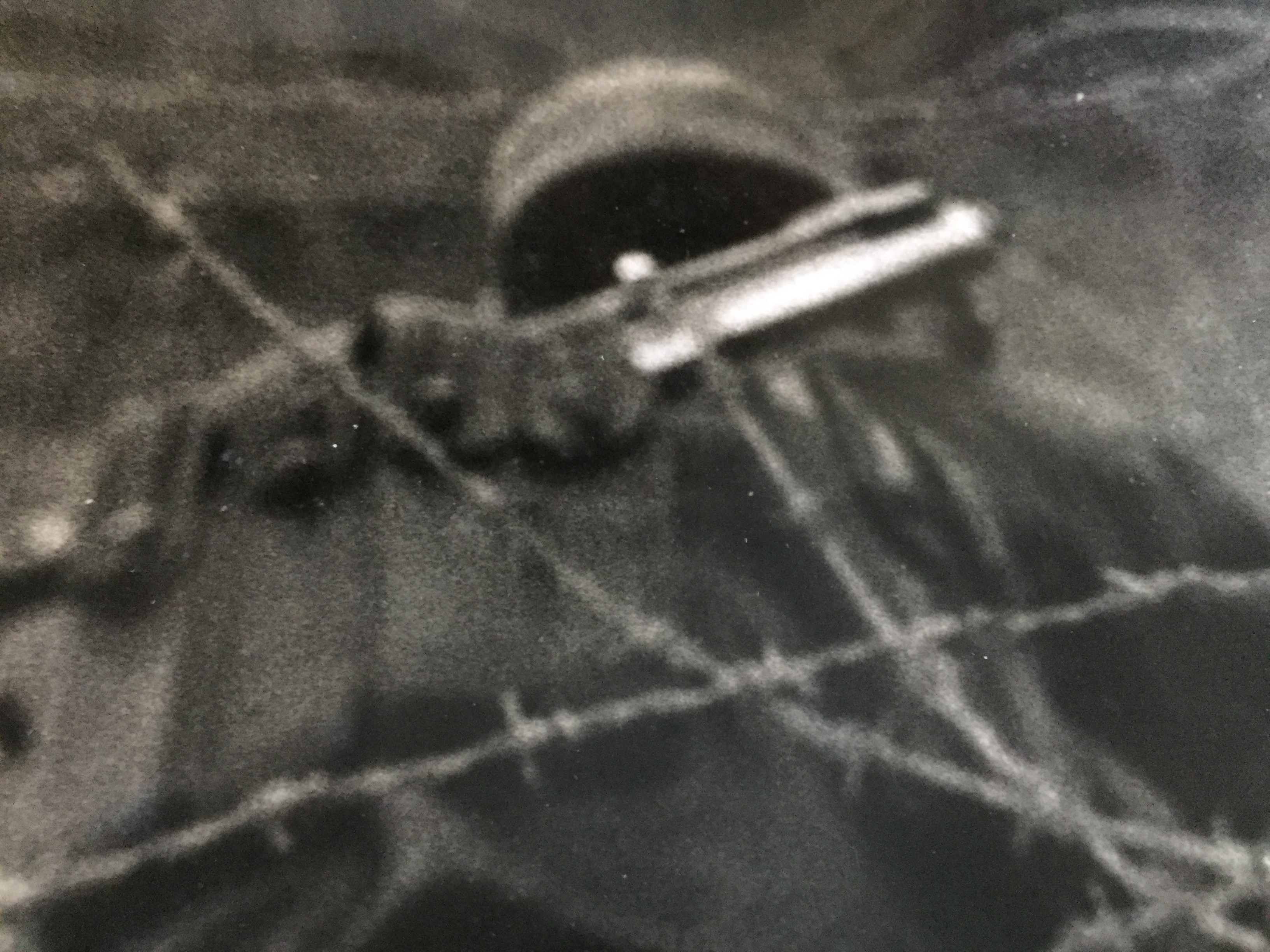
Passage de la ligne Morice par l'ALN, vers 1958-1959
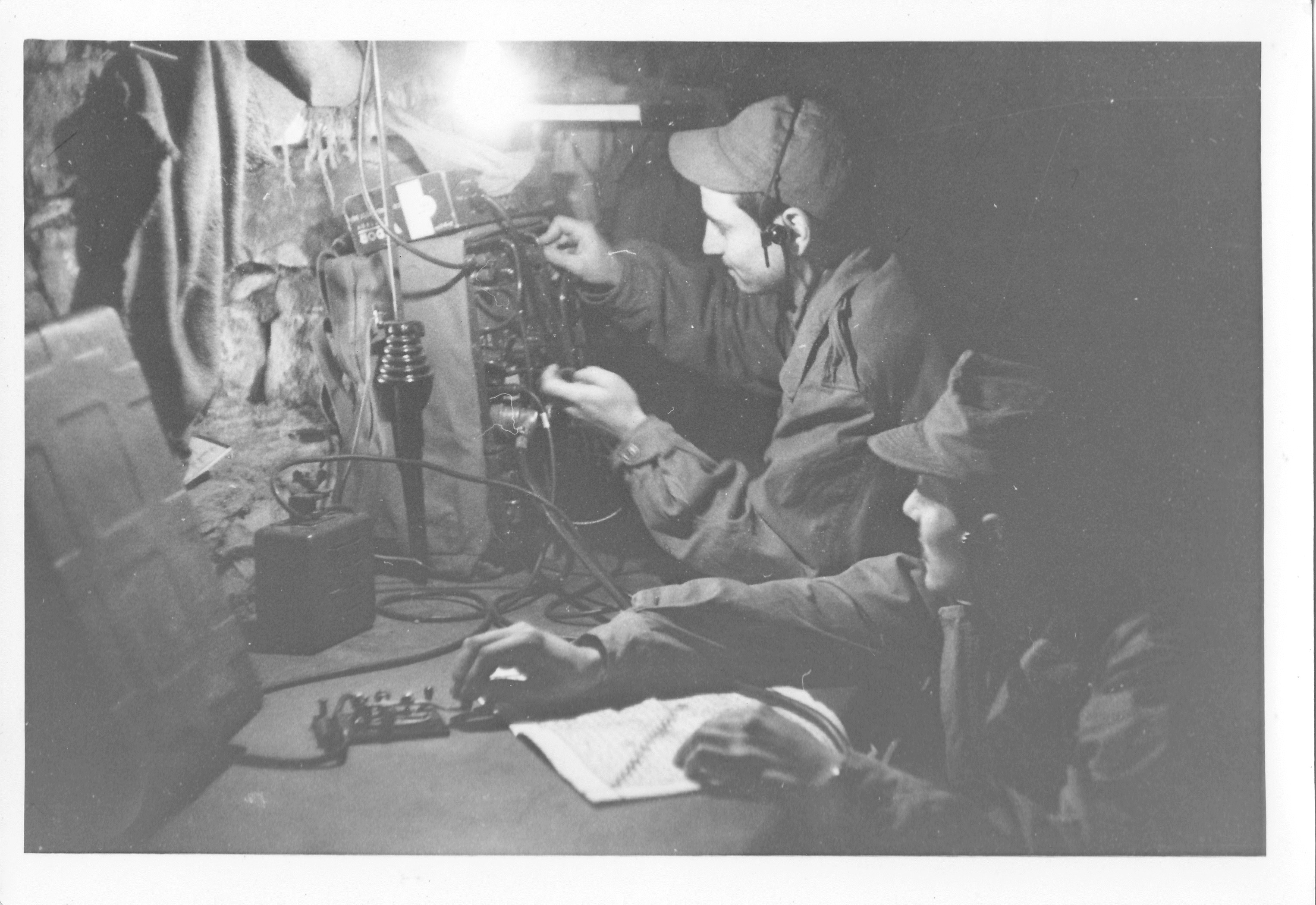
Service de Transmission, base de l'est, 1958
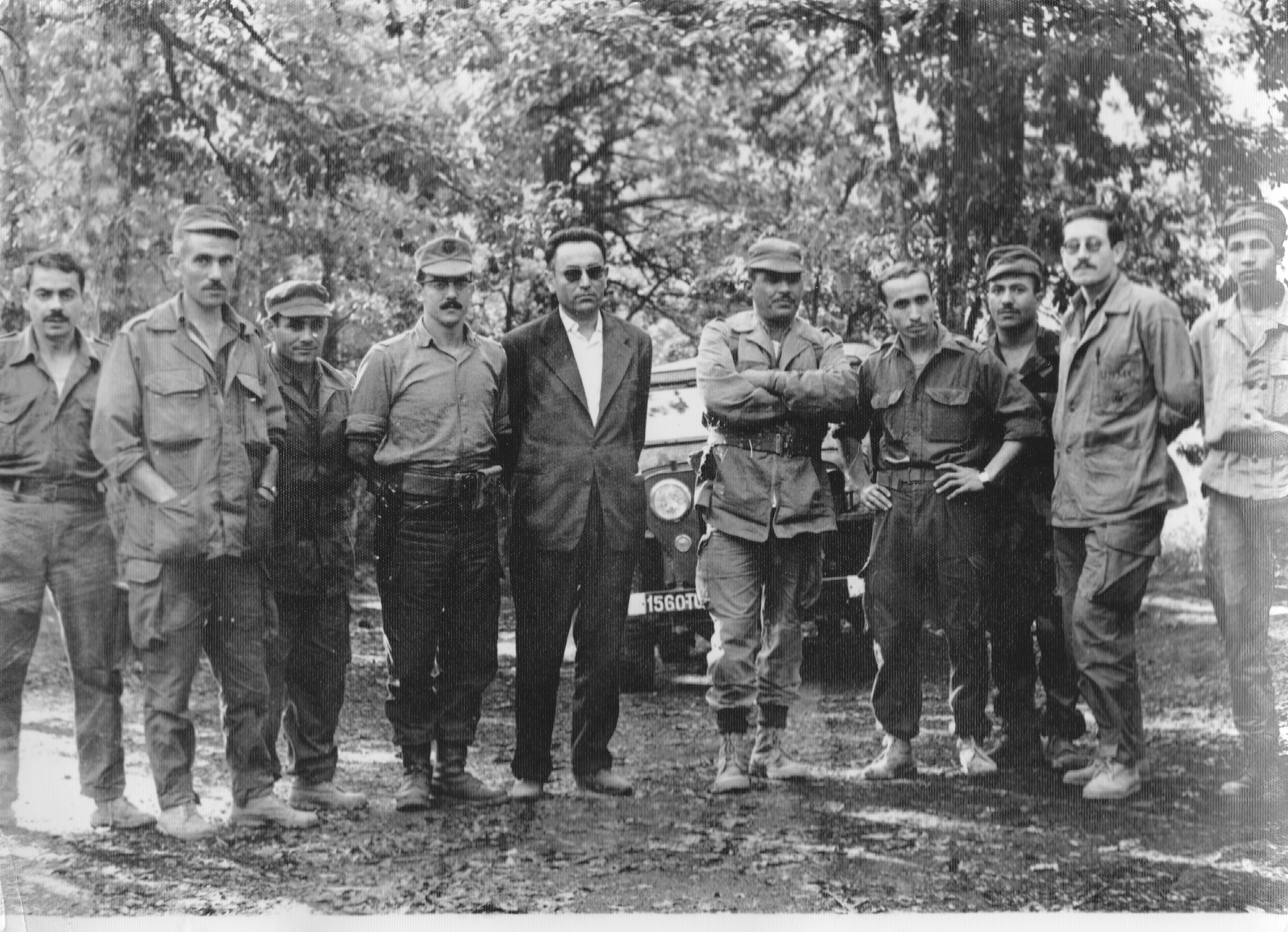
Chadli Bendjedid, Mohamed Abdelghani, Benyoucef Benkhedda, Abderrahmane Bensalem, Djelloul Khatib, vers 1960-1961, État Major Général (EMG), Zone Nord.

Afin de donner une plus grande visibilité internationale à la lutte pour l'indépendance, Khatib Djelloul est chargé de transférer plusieurs journalistes de la frontière tunisienne aux unités combattantes de l'intérieur. En particulier, il collabore avec Nevill Barbour, chercheur de l'université d'Oxford et journaliste à la BBC, avec Stevan Labudovic de l'agence yougoslave Filmske Novosti, avec le photographe de guerre allemand Dirk Alvermann, ainsi qu'avec Nino Pulejo journaliste du magazine italien l'Europeo. Il contribue aussi à la mise en place du service de transmission et morse avec d'autres jeunes cadres de l'ALN.
Dès 1958, il est nommé secrétaire général de la Zone Nord puis de l'État-major général (EMG) de l'ALN. Sous le commandement de Houari Boumédiène, il aide à bâtir, avec d'autres officiers tels que Abdelkader Chabou et Slimane Hoffman, de véritables bases de renfort militaire aux frontières et contribue à la professionnalisation de l'ALN. Il devient dès lors un des plus proches collaborateurs de Houari Boumédiène.

### Politique

#### Secrétariat général du ministère de la défense et de la présidence

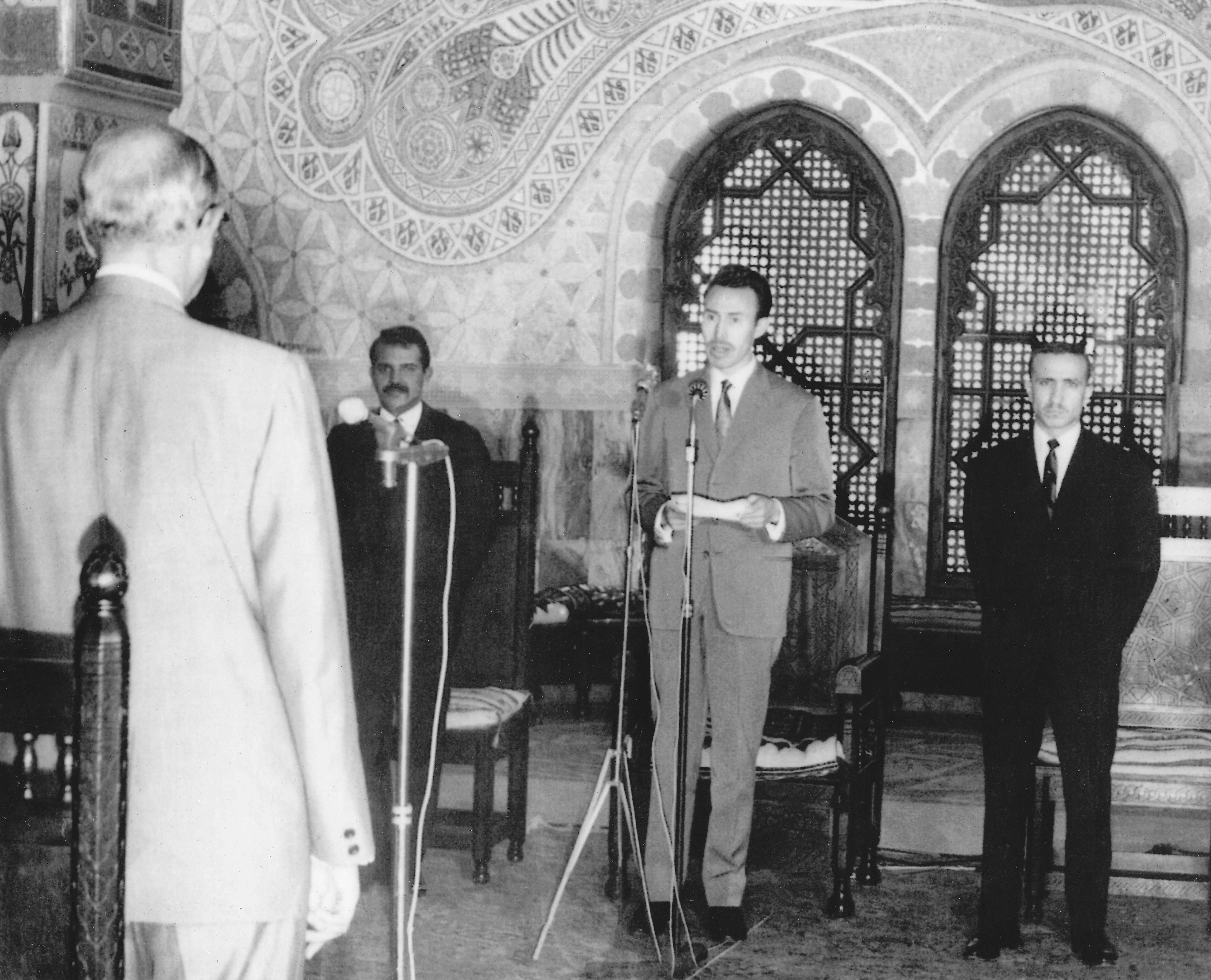
Le président Houari Boumédiène avec Abdelaziz Bouteflika, ministre des Affaires étrangères et Djelloul Khatib, secrétaire général de la présidence, présentation des lettres de créance de l'ambassadeur des États-Unis, Palais du Peuple, Alger 1967

Une fois l'indépendance acquise, il est nommé, à l'âge de 26 ans, secrétaire général du ministère de la Défense nationale (1962-1965) puis secrétaire général de la présidence (1965-1970),.
Il est alors chargé par Houari Boumédiène de piloter de nombreuses initiatives marquantes de sa présidence. Il met en place le COMEDOR, un centre d'étude chargé de l'aménagement du Grand Alger et composé d'architectes de renommée internationale tel qu'Oscar Niemeyer.
Il organise, en 1966, le rapatriement des cendres de l'Émir Abdelkader. Il gère les négociations menant à l'accord franco-algérien de 1968. Il est un des responsables du succès du festival panafricain d'Alger de 1969. Il se charge également de coordonner plusieurs visites du Che Guevara à Alger. Il participe aussi à l'organisation de la rencontre entre le sénateur Edward Kennedy et Houari Boumédiène, en 1966. Celle-ci permettant de baliser le partenariat entre les deux pays dans le secteur des hydrocarbures.

#### Oscar Niemeyer
C'est en sa capacité de directeur du COMEDOR qu'il travaille intensément avec Oscar Niemeyer. Cette collaboration permet la mise en œuvre de nombreux projets ambitieux tels que la première université de l'Algérie indépendante, à Constantine. Certains autres projets, bien que non aboutis, restent des éléments essentiels de l'œuvre de Niemeyer (mosquée d'Alger, centre civique d'Alger),,,.

#### Wilayas
Djelloul Khatib est ensuite nommé wali (préfet) de Batna (1973-1976), Constantine (1976-1980), et Oran (1980-1982).

#### Secrétaire d'état à la fonction publique

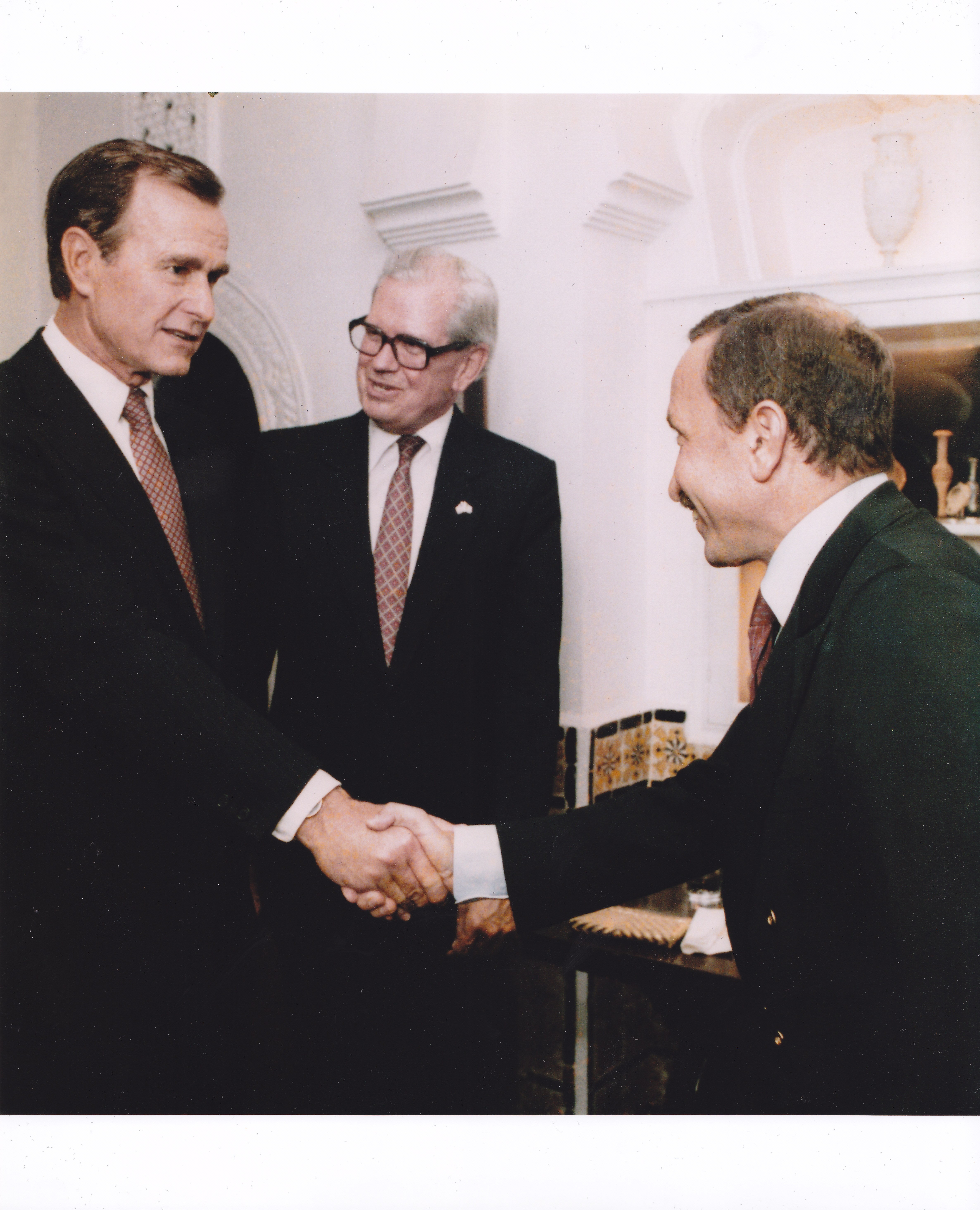
Le vice-président George H.W. Bush et Djelloul Khatib, Alger, 1983

Il est désigné au poste de secrétaire d'État à la fonction publique (1982-1984) du gouvernement Abdelghani III. Il est alors chargé par le Premier ministre de coordonner la visite de George H. W. Bush en 1983, la première d'un vice-président des États-Unis en Algérie.

#### Ambassadeur

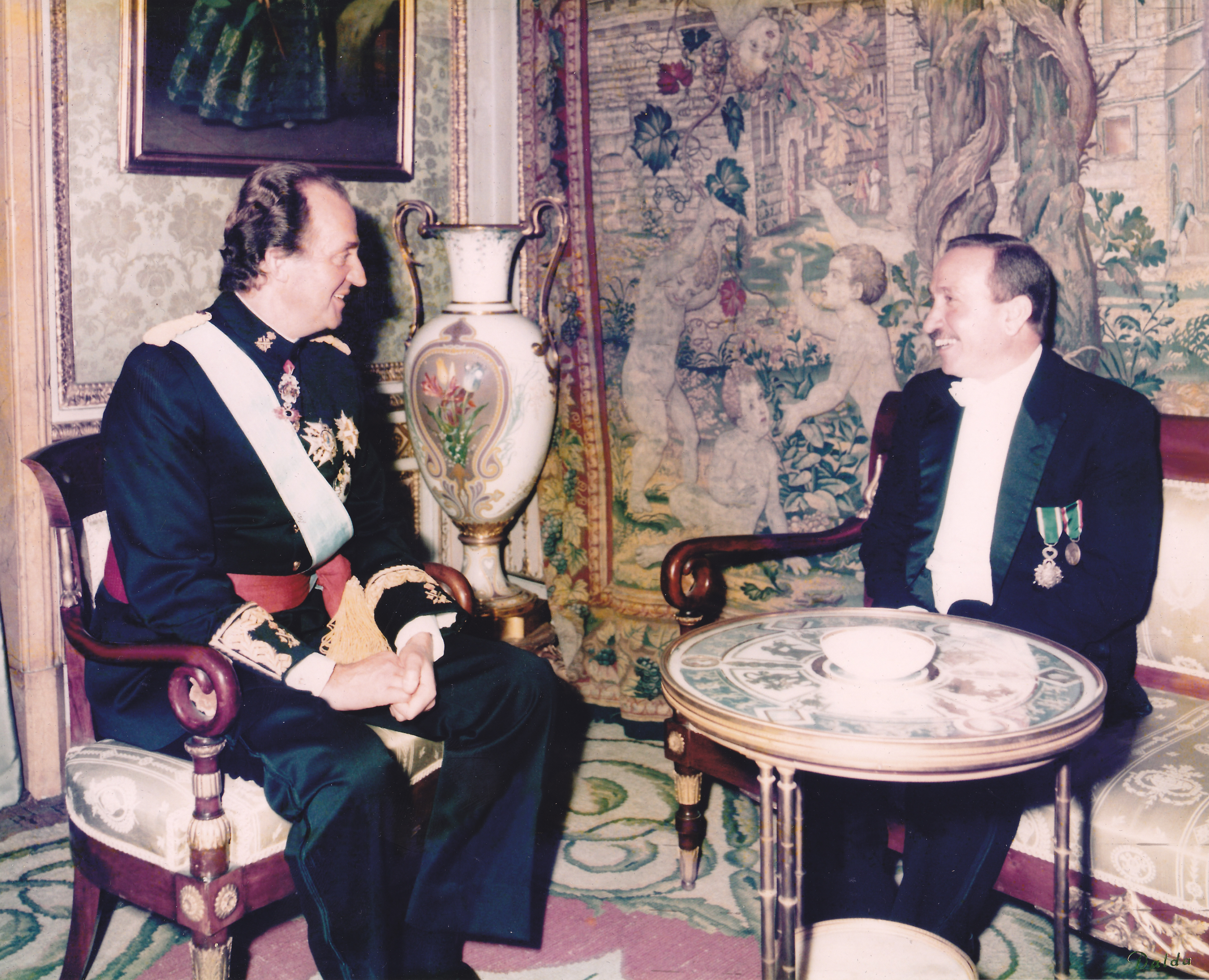
S.M. Juan Carlos Ier et Djelloul Khatib, Madrid, 1988

Il est nommé ambassadeur en Argentine (1984-1988) et intensifie la coopération économique et technique entre les deux pays, notamment dans le domaine du nucléaire civil. Ces efforts aboutissent à la construction, en Algérie, du réacteur nucléaire de recherche NOUR en 1989. Le Président argentin, Raúl Alfonsin, lui confère la médaille de l'Ordre du Libertador San Martín.
En Espagne, où il est ambassadeur de 1988 à 1989, il obtient l'appui politique nécessaire à la construction du gazoduc Maghreb-Europe. Il facilite aussi des pourparlers sur la question basque.